# Municipio Cedeño (Monagas)
Cedeño es uno de los 13 municipios que conforman el estado Monagas, Venezuela. Tiene una superficie de 1.695 km² y según estimaciones del INE su población para 2010 será de 39.222 habitantes. Su capital es Caicara de Maturín. Otras poblaciones importantes son Areo, San Félix de Cantalicio y Viento Fresco.

## Historia

### Toponimia
- Areo: Fundado con indígenas de las etnias kariñas y chaimas en 1761 en español fray Felipe de Bañón, funda a este poblado y con el trae de Valencia-España a “Nuestra Señora de los Desamparados” patrona de Areo y única réplica en Venezuela.
- Caicara de Maturín: Fundado con el nombre de Santo Domingo de Guzmán de Caycuar el 20 de abril de 1731 por fray Antonio de Blesa.

- San Félix de Cantalicio: También llamado San Felix de Caicara y San Félix de Roponopa[cita requerida]. Fundado con indígenas Chaimas el 2 de marzo de 1718 por el misionero Capuchino fray Gerónimo de Muro. Los Caribes quemaron el pueblo ese mismo año, pero Gerónimo de Muro lo reconstruyó en 1720. Tuvo un convento que fue destruido con fuego de artillería durante la Guerra Federal. En la actualidad se pueden ver sus ruinas.

Se estima que a principio del siglo XIX fue construida la iglesia de Santo Domingo de Guzmán.
La localidad de Viento Fresco es fundada el 17 de mayo de 1935 por Juana Cordero y Vicente González.
Para el 10 de diciembre de 2017, se realizaron elecciones municipales resultando electo Humberto Gonzales, para el periodo 2017-2021. Después de realizarse elecciones primarias por el PSUV, fue anunciado a Daniel Monteverde como candidato a la alcaldía del municipio Cedeño para noviembre de 2021. Por otra parte, Luis Martín conocido como el gordo, también se postuló por el partido Alianza Democrática. Donde resultó electo Daniel Monteverde, y posteriormente el 4 de diciembre fue juramentado, donde propuso potenciar el sector de agroindustrial, turístico y cultural del municipio. El 27 de julio de 2025, es reelecto Daniel Monteverde como alcalde.

## Geografía
Se localiza entre la mesa de pie de monte y la mesa llana, presenta una vegetación de bosque seco tropical. Tiene una temperatura promedio anual de 26 °C y una precipitación de 1.023 mm (promedio anual). Los principales cursos de aguas son: río Guarapiche, río Capiricual, río Guatatal y río de Oro.

### Límites
El Municipio Cedeño está ubicado al noroeste de Monagas, limita al norte con el Estado Anzoátegui, el Estado Sucre y el Municipio Acosta, al sur con los Ezequiel Zamora y Santa Bárbara al este limita con los municipios Piar y Maturín y al oeste con el Estado Anzoátegui.
Según lo establecido en la Gaceta Oficial del estado Monagas, en la Reforma Parcial de la Ley de División Político-Territorial, con fecha 29 de julio de 1998, la parroquia Areo posee los siguientes límites:
Por el norte, limita con el Estado Anzoátegui, siguiendo el curso del río Bucaral o Los Chorros, desde su desembocadura en el río Amana hasta su nacimiento en el cerro El Diablo, ubicado en la Serranía de Turimiquire. Desde allí, colinda con el estado Sucre, hasta el punto donde se origina la fila montañosa que marca el límite con el municipio Acosta, siguiendo el lindero occidental de dicho municipio hasta alcanzar el cerro Los Horconcitos.
Por el este, limita con la parroquia San Félix, desde Los Horconcitos en línea recta hasta el cerro de Las Vacas. Desde allí, continúa por la fila de Volad hasta la confluencia de los ríos Oro y Chacaracual, y sigue por el sitio denominado La Fábrica, atravesando Bijagual, Punta de Piedra, Punta de Rondón y Rincón de Santa Rita. Desde este último punto, el límite se traza en línea recta hacia el oeste del municipio Ezequiel Zamora, hasta llegar al sitio conocido como El Pescado, en el río Amana.
Por el sur, continúa lindando con el municipio Ezequiel Zamora, desde El Pescado aguas arriba hasta la quebrada Chaguaramita, siguiendo su curso hasta su naciente. Desde allí, el límite se proyecta en línea recta hasta la confluencia del río Tácata con el río Tonoro.
Por el oeste, la parroquia colinda nuevamente con el Estado Anzoátegui, siguiendo el lindero occidental del Estado Monagas, comprendido entre las bocas del río Tácata y la boca del río Bucaral o Los Chorros, punto donde se cierra el perímetro y se completa el circuito de delimitación.

### Organización parroquial
El Municipio Cedeño se encuentra dividido en 4 parroquias, las cuales son:
| Parroquia        | Superficie | Población | Densidad | Capital                 |
| ---------------- | ---------- | --------- | -------- | ----------------------- |
| Areo             | km²        | hab.      | hab./km² | Areo                    |
| Caicara          | km²        | hab.      | hab./km² | Caicara de Maturín      |
| San Félix        | km²        | hab.      | hab./km² | San Félix de Cantalicio |
| Viento Fresco    | km²        | hab.      | hab./km² | Viento Fresco           |
| Municipio Cedeño | km²        | hab.      | hab./km² | Caicara de Maturín      |

#### Parroquia Areo
En 2024, se logra introducir internet en la plaza Bolívar de Areo, al igual que en la comunidad de La Morita.

##### Límites
Según la Gaceta Oficial del Estado Monagas, Reforma Parcial de la Ley de División Político Territorial del Estado Monagas, de fecha 29 de julio de 1998, la parroquia Areo, limita por el Norte, linda con Estado Anzoátegui, por el río Bucaral o los Chorros desde su boca en el río Amana, hasta su nacimito en el cerro El Diablo en la Serranía de Turimiquire, por ésta linda con el Estado Sucre hasta el punto donde arranca la fila de la montaña, desde e punto linda con el Municipio Acosta por el lindero Oeste de dicho Municipio hasta el cerro Los Horconcitos; por el Este, linda con la parroquia San Félix desde los Horconcitos en línea recta hasta el Cerro de las Vacas, continúa por la fila de Volad hasta la confluencia de los ríos Oro y Chacaracual sigue por el sitio denominado La Fábrica, pasa Bijagual, Punta de Piedra, Punta de Rondón, Rincón de Santa Rita, y desde este punto lindando el Oeste del Municipio Ezequiel Zamora en línea recta hasta el sitio el Pescado en el río Amana; por el Sur, continúa lindando con el Oeste del Municipio Ezequiel Zamora, desde el Pescado sigue aguas arriba hasta la quebrada Chaguaramita hasta su naciente y de allí continúa en línea recta hasta las bocas del río Tácata con el río Tonoro; por el Oeste linda con el Estado Anzoátegui por el lindero Oeste del Estado Monagas, comprendido entre las bocas del Tácata y la boca del río Bucaral o Los Chorros, punto de partida.

#### Parroquia San Félix
En 2025, Daniel Monteverde reinauguró la cancha de usos múltiples y el parque infantil de la comunidad Quebrada Seca.

##### Límites
Según la Gaceta Oficial del Estado Monagas, Reforma Parcial de la Ley de División Político Territorial del Estado Monagas, de fecha 29 de julio de 1998, la parroquia San Félix, limita por el Norte, linda con el Municipio Acosta por el lindero Sur de dicho Municipio comprendido entre los cerros Los Horconcitos y Yaques; por el Este, linda por el Oeste del Municipio Piar; comprendido entre el cerro los Yaques y el cerro Palosanal; por el Sur, partiendo del cerro Palosanal, pasando por el cerro las Cuibas, el cerro El Macal, sigue a la cabecera de la quebrada La Cruz y de allí aguas abajo hasta su desemboca dura en el río Guarapiche, continúa en línea recta hasta encontrarse con el río Oro en el punto UTM (N-1.090.000 y E-422.000), de aquí continúa en línea recta hasta el sitio denominado La Fábrica; por el Oeste, linda con la Parroquia Areo, por el lindero Este de dicha parroquia, comprendido entre el sitio La Fábrica y el cerro Los Horconcitos, punto de partida.

#### Parroquia Viento Fresco
En 2024, se logra introducir internet en la plaza Bolívar de Viento Fresco.

##### Límites
Según la Gaceta Oficial del Estado Monagas, Reforma Parcial de la Ley de División Político Territorial del Estado Monagas, de fecha 29 de julio de 1998, la parroquia Viento Fresco, limita por el Norte  y el Este, desde el río Oro en el punto UTM (N- 1.090.000 y E-422.000), continúa por dicho río aguas abajo hasta la boca del río Sucio y de aquí aguas arriba hasta sus cabeceras; por el Sur, linda con el límite Norte del Municipio Ezequiel Zamora, comprendido desde las cabeceras del río Sucio hasta el Rincón de Santa Rita; por el Oeste, linda con la Parroquia Areo, comprendido desde el Rincón de Santa Rita hasta río de Oro en el punto UTM (N-1.090.000 y E-422.000), punto de partida.

### Centros poblados
- Alto de Maraquero
- Alto de Potrerito
- Alto de San Juan
- Bajo Grande
- Bejucales
- Betecual
- Buena Vista de Caicara
- Caicarita
- Cambural
- Campo Alegre, dedicado al cultivo de café.[14]
- Cañafistola
- El Amparo
- El Guayabo, dedicado al cultivo de café.[14]
- El Macal
- Guarapiche
- Guario
- Guatatar
- La Cumbre del Hueso
- La Chaguarama, dedicado al cultivo de café.
- La Fundación
- La Laguna
- La Llanera
- La Meseta
- La Montaña ,
- La Montaña de Tarabacoa
- La Morita, dedicado al cultivo de café.
- La Quebrada
- La Quinta
- La Tigra
- La Vega
- La Victoria
- Las Arenales
- Las Cuspas
- Loma del Viento
- Los Arroyos
- Los Cordones
- Los Dos Caminos, dedicado al cultivo de café.[14]
- Los Pílones, la actividad económica principal es la agrícola, como el café, la caraota, el frijol y el cacao.[14]
- Los Pozos
- Los Horconcitos
- Macuare
- Manacal, dedicado al cultivo de café.
- Piralito
- Potrerito
- Pueblo Nuevo
- Quebrada Seca
- Rangel
- San Carlos
- San Juan
- San Ramón
- Sitio Rangeleño, dedicado al cultivo de café[14] y sitio turístico.
- Tacata

## Población y ordenamiento

### Demografía
Según el Instituto Nacional de Estadísticas de Venezuela, en el censo nacional de población realizado en 2011, el municipio Cedeño del Estado Monagas presenta una población de 34.463 habitantes.

## Infraestructura

### Servicios públicos
El servicio de agua es supervisado por la municipalidad y el Instituto Autónomo de Aguas y Acueductos del Municipio Cedeño.De igual forma, la Planta Potabilizadora Mundo Nuevo en el municipio Pedro María Freites del estado Anzoátegui distribuye el servicio de agua en el municipio, también cuenta con un dique.
El municipio cuenta con la Subestación Eléctrica «Caicara», Punto de Captación «Maraquero» y vertedero de basura localizados en la parroquia Caicara.
La empresa CANTV ofrece servicios de telecomunicaciones en los sectores Padre Serrano, Los Tanques, La Pangola, La Tomatera, Banco Obrero, Caicara de Maturín.
También cuenta con diversos cementerios en todo el municipio.
En el área de salud, el municipio presenta el Hospital Tipo I «Dr. Ernesto Guzmán Saavedra».Exite el Consultorio Popular Tipo III (CPT3) de San Félix.

## Economía
La agricultura es su principal actividad económica. El municipio se destaca por la producción de ají dulce, algodón, berenjena, frijoles, lechosa, maíz, maní, papa, patilla, pimentón, soya, tabaco, tomate y otras hortalizas.Además del cultivo de café, también es importante el cambur y sus diferente variantes, como el criollo, rabo ‘e mula, topocho, y manzano.
El municipio también cuenta con el Complejo Agroindustrial de Caicara donde se procesa la harina de maíz Juana Ramírez, en enero de 2022 se produce un millón 330 mil kilos de harina de maíz al mes.También con el Centro Genético Los Gabancitos en la producción de carne Gyr.
La localidad de Caicara se encuentran yacimientos de cal, destinado a la agricultura.
Desde el 2022, el municipio en conjunto con la Corporación de Turismo del Estado Monagas, han proyectado a la entidad como área turística, promocionando actividades de senderismo, mencionando la ruta denominada Los Cuatro Elementos.

### Turismo
El municipio cuenta con diversos balnearios para la recreación y disfrute de los diferentes ríos que se encuentran en municipio, estos son Guarapiche y Las Canoas ubicados en la parroquia San Félix, El Limón y Maraquero propios de Caicara, Caracol y La Cuspa. De igual forma, se trata de promover el Sitio Rangeleño, cerca de la población de Areo como un lugar donde practicar el turismo de aventura con recorrido por la cordillera del Turimiquire, con acceso al cerro La Tristeza con 2.600 metros de altura, siendo este un punto donde se unen los Estados Anzoátegui, Sucre y Monagas.
Ruta de los cuatro elementos, está localizada en la vía al pueblo de San Juan de Areo en la parroquia Areo. El pueblo posee varias rutas y caminos, que combinan vegetación y fauna. Se comenta que el camino fue sendero de tribus Kariñas. El recorrido pasa por la Laguna El Zamuro y finaliza en el paseo Los Lajones. En el pueblo de San Juan de Areo se pueden encontrar posadas habilitadas por los mismos habitantes.
Sitio Rangeleño, es un área a 3 horas de San Juan de Areo, donde se localiza la Piedra Peluda con flora autóctona como orquídeas y helecheos, además de una cascada bautizada Mini Salto Ángel,a 2600 metros sobre el nivel del mar. El lugar es ideal para la práctica del turismo de aventura, el cual se realiza a caballos y burros realizando un recorrido por la cordillera del Turimiquire.
En 2024, promueven la Ruta de El Mono, donde se realiza un recorreido por la parroquia Viento Fresco, para mostrar el antiguo Molino de Viento. Luego, se dirigen ha Caicara de Maturin para visitar la redoma emblemática con letras, la plaza de El Mono, la plaza Bolívar y la iglesia Santo Domingo de Guzmán, para pasar posteriormente por la Casa Museo “Argelia Cardiel” y termianr en el Monódromo. La ruta termina en la localidad de San Félix de Cantalicio y las ruinas de la iglesia colonia.

## Educación
- Escuela Básica José Francisco Bermúdez
- Escuela Luis Felipe Turmero Corvo
- Escuela León Droz Blanco
- Liceo Juan Francisco Mila de la Roca

### Deportes
Cuenta con instalaciones como el estadio Antiosco Castellano,además de la cancha La Laguna, donde se puede practicar, balones de fútbol, baloncesto y voleibol.

## Cultura
En la capital del municipio tienen una fuerte manifestación cultural en diciembre de cada año, celebran el Baile del Mono, cada 28 de diciembre. Donde se presentan más de 30 parrandas en  el Monódromo de Caicara.
El municipio tiene como patrono a Santo Domingo de Guzmán, y cada 4 de agosto lo celebran.
Además se realiza el Festival Cacique de Oro, dedicado al arte del baile y danzas nacionalista. El evento es organizado por Danzas Orientales de Cedeño.
Cuenta con la casa de la cultura Chilo Rojas en Caicara de Maturín, donde se realizan eventos y talleres.
Existe referencia de una obra de teatro “La hija de Sarapia”, basada en una historia local.

### Gastronomía
En algunas localidades del municipio de puede encontrar el helado de Yuca. Uno de los platos más emblemáticos del municipio es el Sancocho de Guaraguara.

## Medios de Comunicación
- Ligera FM

## Política y gobierno

### Alcaldía de Municipio Cedeño

#### Dependencias
- Instituto Municipal de Deporte y Recreación del municipio Cedeño (Imderce).[36]

### Alcaldes
| Período                            | Alcalde                     | Partido político / Alianza | % de votos | Notas |
| ---------------------------------- | --------------------------- | -------------------------- | ---------- | --- |
| 1989 - 1992                        | Olga Morales de Morales     | AD                         | 49,84      | Primer alcaldesa bajo elecciones directas |
| 1992 - 1995                        | José Gregorio Briceño       | MIC                        | 44,19      | Segundo alcalde bajo elecciones directas. MIC (Movimiento Independiente Cedeño) antecesor de MIGATO.                                                                        |
| 1995 - 1999                        | José Gregorio Briceño       | MIC                        | -          | Reelecto. En 1997 el MIC (Movimiento Independiente Cedeño) pasa a llamarse MIGATO.                                                                                          |
| 1999 - 2000                        | Celenia Barrios de Carvajal | Copei                      | -          | Alcaldesa designada tras la renuncia de José Gregorio Briceño. Se realizaron elecciones generales adelantadas en el 2000 debido a la aprobación de la Constitución de 1999. |
| 2000 - 2004                        | Domingo Pedemonte           | MIGATO                     | 63,09      | Tercer alcalde bajo elecciones directas |
| 2004 - 2008                        | Pedro Briceño               | MIGATO                     | 49,51      | Cuarto alcalde bajo elecciones directas |
| 2008 - 2013                        | Pedro Briceño               | PSUV                       | 95,12      | Reelecto. Se postergan 1 año las elecciones municipales pautadas para finales del 2012.                                                                                     |
| 2013 - 2017                        | Wilma Carvajal              | PSUV                       | 46,11      | Quinta alcaldesa bajo elecciones directas |
| 2017 - 2021                        | Humberto González           | PSUV                       | 73,29      | Sexto alcalde bajo elecciones directas |
| 2021 - 2025                        | Daniel Monteverde           | PSUV                       | 44,05      | Séptimo alcalde bajo elecciones directas |
| Fuente: Consejo Nacional Electoral |                             |                            |            | |

### Concejo Municipal
Período 2021 - 2025
| Concejales         | Partido político / Alianza |
| ------------------ | -------------------------- |
| Nellys Pérez       | PSUV                       |
| Katiuska Figueroa  | PSUV                       |
| Josmar Ferrer      | PSUV                       |
| Francisco Figueroa | MUD                        |
| Miguel Cedeño      | MUD                        |
| Odalys Marin       | MUD                        |
| Magnolys Carbo     | (Representación Indígena)  |